# 王世熏
王世熏，浙江钱塘人，清朝政治人物。进士出身。
乾隆四十二年，擔任廣東廣州府永安縣知縣（現紫金縣知縣）。后由李戴春接任。